# Oberwiesen von Sprendlingen
Das Naturschutzgebiet Oberwiesen von Sprendlingen (NSG-Kennung 1438026) liegt im hessischen Landkreis Offenbach. Es umfasst einen 17,02 Hektar großen Wiesenbestand im Stadtgebiet von Dreieich.

## Gebietsbeschreibung
Das Naturschutzgebiet liegt östlich des Dreieicher Stadtteils Sprendlingen im Grenzbereich der Naturräume Untermainebene und Messeler Hügelland. Geschützt sind dort vorwiegend Feuchtwiesen mit Wassergreiskraut- und Pfeifengras-Gesellschaften, die extensiv genutzt werden. Zudem umfasst das NSG Fragmente eines Kalk-Flachmoores und angrenzende Waldflächen. Im Randbereich besteht eine Streuobstwiese. Brutvögel sind unter anderem Neuntöter, Schwarzkehlchen, Nachtigall und Gartenrotschwanz. Die Vorkommen von Kiebitz und Bekassine sind schon seit Jahren erloschen. Es soll nach Möglichkeiten gesucht werden, diese Arten dort wieder anzusiedeln.

## Schutzzweck
Zweck des Schutzes ist es, die Feuchtwiesen, Magerrasen, Seggenriede, Hochstaudenfluren, Schilfbestände und Erlen-Weidengehölze als Lebensraum zahlreicher gefährdeter Tier- und Pflanzengesellschaften zu erhalten und zu entwickeln. Gleichzeitig soll eine Vernetzung mit dem nahegelegenen, ökologisch ähnlich strukturierten Naturschutzgebiet Herrnröther- und Bornwaldswiesen von Sprendlingen erreicht werden. Die Schutzwürdigkeit der Oberwiesen ist im Rahmen mehrerer wissenschaftlicher Arbeiten seit den 1970er-Jahren dokumentiert. Im Auftrag der oberen Naturschutzbehörde wurde 1993 ein detailliertes Schutzwürdigkeitsgutachten erstellt. Das Gutachten hebt insbesondere die botanisch-ökologische Bedeutung des Gebietes hervor. Wegen der langen Entwicklungsdauer und durch die verschiedenartigen Standortverhältnisse konnte sich eine vielfältige Wiesen- und Magerrasen-Vegetation einstellen.